# Mariensäule (Fichtelberg)

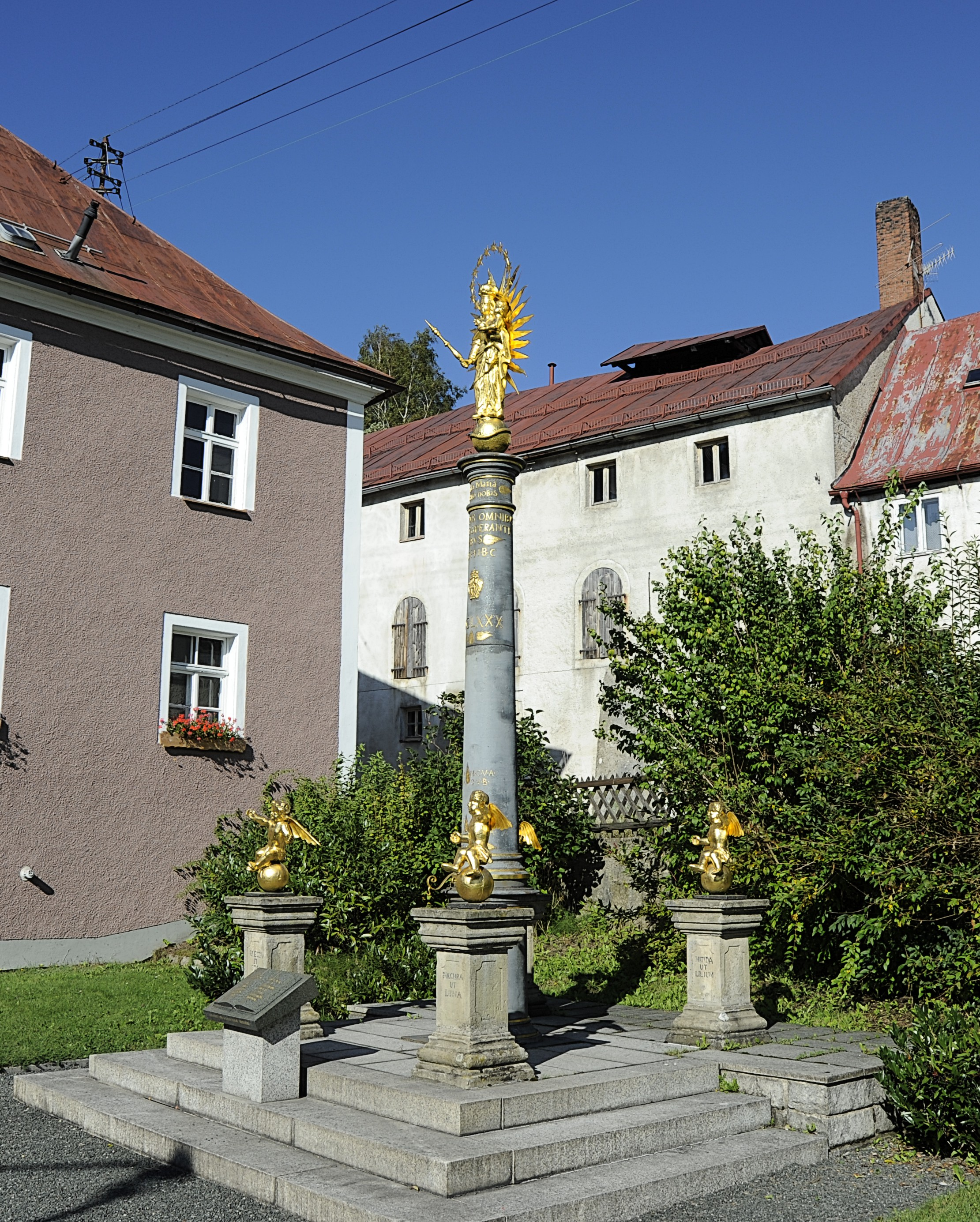
Mariensäule in Fichtelberg

Die Mariensäule in Fichtelberg, einer Gemeinde im oberfränkischen Landkreis Bayreuth, wurde 1680 errichtet. Die barocke Mariensäule an der Heinrich-Lindner-Straße 2 ist ein geschütztes Baudenkmal.
Auf einer gusseisernen Säule mit Inschrift und kurpfälzischem Wappen steht die Madonnenfigur. Auf den vier seitlichen Postamenten aus Stein sind Putten aus vergoldeter Bronze aufgestellt.
Maria, die in der rechten Hand ein Szepter hält und auf dem linken Arm das Jesuskind trägt, steht auf der Weltkugel und ihr Haupt mit Krone wird von einem Sternenkranz umgeben, entsprechend der Offenbarung des Johannes (Offb, 12,1–5 ).